# SV Buchonia Flieden
Der SV Buchonia Flieden ist ein Sportverein aus Flieden im osthessischen Landkreis Fulda.

## Geschichte

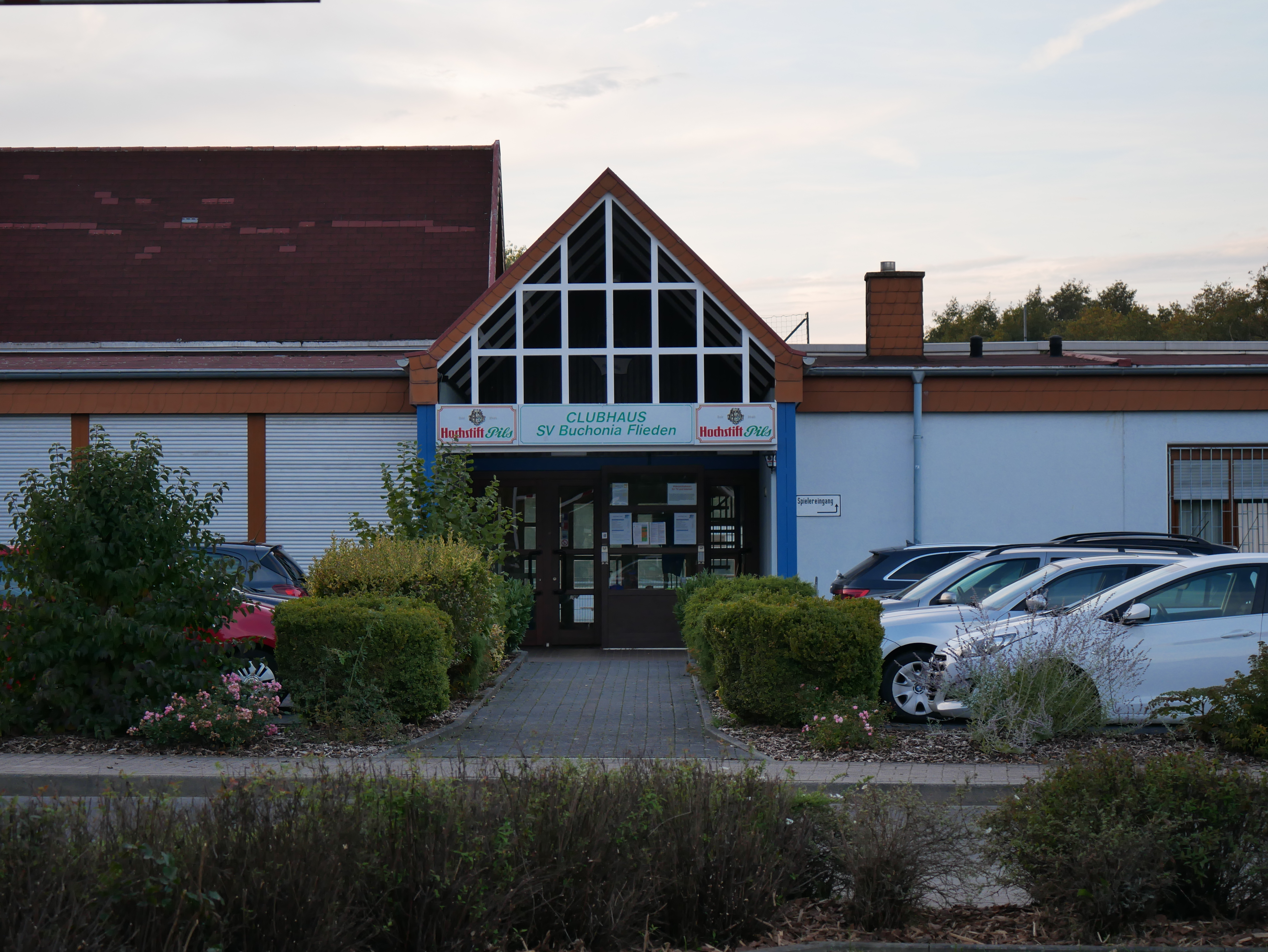
Clubhaus des SV Flieden im Sportpark Am Weiher

Der Verein wurde im Januar 1912 im Gasthaus „Zum Hasen“ in Flieden gegründet. Bis Ende der 1970er Jahre spielte der Verein in den unteren Amateurklassen. Die ersten größeren Erfolge gelangen 1978 mit dem Aufstieg in die hessische Landesliga (Nord) und 1980 mit dem Erreichen des Finals des Hessenpokals. Im Finale unterlagen die Buchonen dem RSV Würges mit 0:2, waren jedoch zur Teilnahme an der 1. Hauptrunde im DFB-Pokal berechtigt. Hier verlor das Team zu Hause vor 2500 Zuschauern gegen den damaligen Zweitligisten ESV Ingolstadt mit 1:4.
1996 gelang mit der Meisterschaft in der Landesliga-Nord der erste Aufstieg in die Oberliga Hessen, aus der man sich jedoch bereits nach einem Jahr als Vorletzter wieder verabschieden musste. Seit dem Wiederaufstieg in die höchste hessische Spielklasse im Jahr 2001 konnte sich Buchonia Flieden zunächst in der Oberliga etablieren. 2009 erfolgte aber der erneute Abstieg in die Verbandsliga, nachdem der Verein knapp in der Relegation gescheitert war. 2010 erfolgte wiederum der knappe aber direkte Aufstieg und damit die Rückkehr in die Fußball-Hessenliga. In der darauf folgenden Saison erreichte der SV Buchonia Flieden den 13. Tabellenplatz und konnte somit den direkten Wiederabstieg vermeiden.
Die Saison 2011/12 wurde als Tabellenelfter auf einem gesicherten Mittelfeldplatz beendet. Die 2. Mannschaft stieg überraschend als Meister der Gruppenliga Fulda in die Verbandsliga Nord auf. 2013 sind die A-Junioren Meister der Gruppenliga Fulda geworden und über die Relegation gegen Rot-Weiß Darmstadt in die Hessenliga aufgestiegen. 2016 allerdings stieg der Verein als Tabellenletzter in die Verbandsliga ab. 2017 erfolgte wieder der direkte Wiederaufstieg. Es war seit 2001 der erste Meistertitel für die Buchonen. 2019 stiegen die Fliedener wieder ab, im Folgejahr als Tabellenzweiter der Verbandsliga Nord nach Quotientenregel (Abbruch der Saison wegen Corona) direkt wieder auf.

## Erfolge
- 1980 Finalist im Hessenpokal
- 1980/81 Teilnahme an der 1. Hauptrunde des DFB-Pokals
- 1988 Hessenpokalsieger der Junioren
- 1996, 2001, 2017 Meister der Verbandsliga-Nord Hessen
- 2006, 4. Platz in der Oberliga Hessen
- 2009, Aufstieg der C-Junioren in die Hessenliga
- 2010, Dreifachaufstieg mit allen 3 Seniorenmannschaften 1. Mannschaft in die Hessenliga;2 Mannschaft in die Verbandsliga Nord;3. Mannschaft in die Kreisoberliga Süd
- 2013, Aufstieg der A-Junioren in die Hessenliga
- 2017, Meister der Verbandsliga Nord und Aufstieg in die Hessenliga
- 2020, Aufstieg in die Hessenliga als Tabellenzweiter der Verbandsliga Nord nach Quotientenregel

## Ehemalige Spieler
- Patrick Falk
- Theresa Panfil
- Markus Unger